# Karolina Gernbauer
Karolina Gernbauer (* 23. September 1962 in Wildthurn/Landau a.d.Isar) ist eine Juristin und bayerische Verwaltungsbeamtin und seit 2010 Amtschefin der Bayerischen Staatskanzlei.

## Leben und Wirken
Karolina Gernbauer studierte bis 1986 Rechtswissenschaften an der Universität Passau und absolvierte 1989 die Zweite Juristische Staatsprüfung. Nach kurzer wissenschaftlicher Tätigkeit an der Universität Passau war sie ab Juni 1990 Richterin auf Probe beim Landgericht München I und wurde 1992 als Staatsanwältin berufen.
1993 wechselte sie in die Bayerische Staatskanzlei. Sie arbeitete dort ab 1993 im Referat „Bundesratsangelegenheiten“, von 1994 bis 1998 als dessen Leiterin. Von 1999 bis 2005 war sie als Regierungsdirektorin persönliche Referentin des Ministerpräsidenten Edmund Stoiber. Vom 1. September 2005 bis zum 30. September 2006 leitete sie die Abteilung „Richtlinien der Politik“.
Vom Oktober bis Dezember 2006 war sie Leiterin der Vertretung des Freistaates Bayern bei der Europäischen Union in Brüssel, wurde dann aber ab 15. Januar 2007 als Ministerialdirektorin in das bayerische Staatsministerium für Umwelt und Gesundheit berufen, um das Ministerium nach dem Gammelfleischskandal zu reorganisieren. Ministerpräsident Horst Seehofer berief sie 2010 als erste Frau an die Spitze der Bayerischen Staatskanzlei. 2014 wurde sie vom Regionalmarketingverein Niederbayern-Forum als „Botschafterin Niederbayerns“ ausgezeichnet. Seit 2015 führt sie als Amtschefin den Rang eines Staatsrats und ist damit Bayerns höchste Beamtin. Auch nach dem Amtswechsel zu Ministerpräsident Markus Söder blieb sie Amtschefin der Bayerischen Staatskanzlei. Seit dem 1. Januar 2019 ist sie zudem in der Nachfolge von Rolf-Dieter Jungk Bevollmächtigte des Freistaats Bayern beim Bund.
Karolina Gernbauer ist verheiratet und lebt im Bayerischen Oberland.

## Ehrungen
- Staatsrätin, 2015
- Bayerischer Verdienstorden, 2019
- Verdienstorden des Landes Baden-Württemberg, 2023[6]